# Tombe du Soldat inconnu (Italie)
Pour les articles homonymes, voir Tombe du Soldat inconnu.
À la suite de la France, l’Italie envisage dans les années d’après-guerre d’établir un mémorial au Soldat Inconnu pour représenter tous les soldats morts dans la Grande Guerre.

## Historique

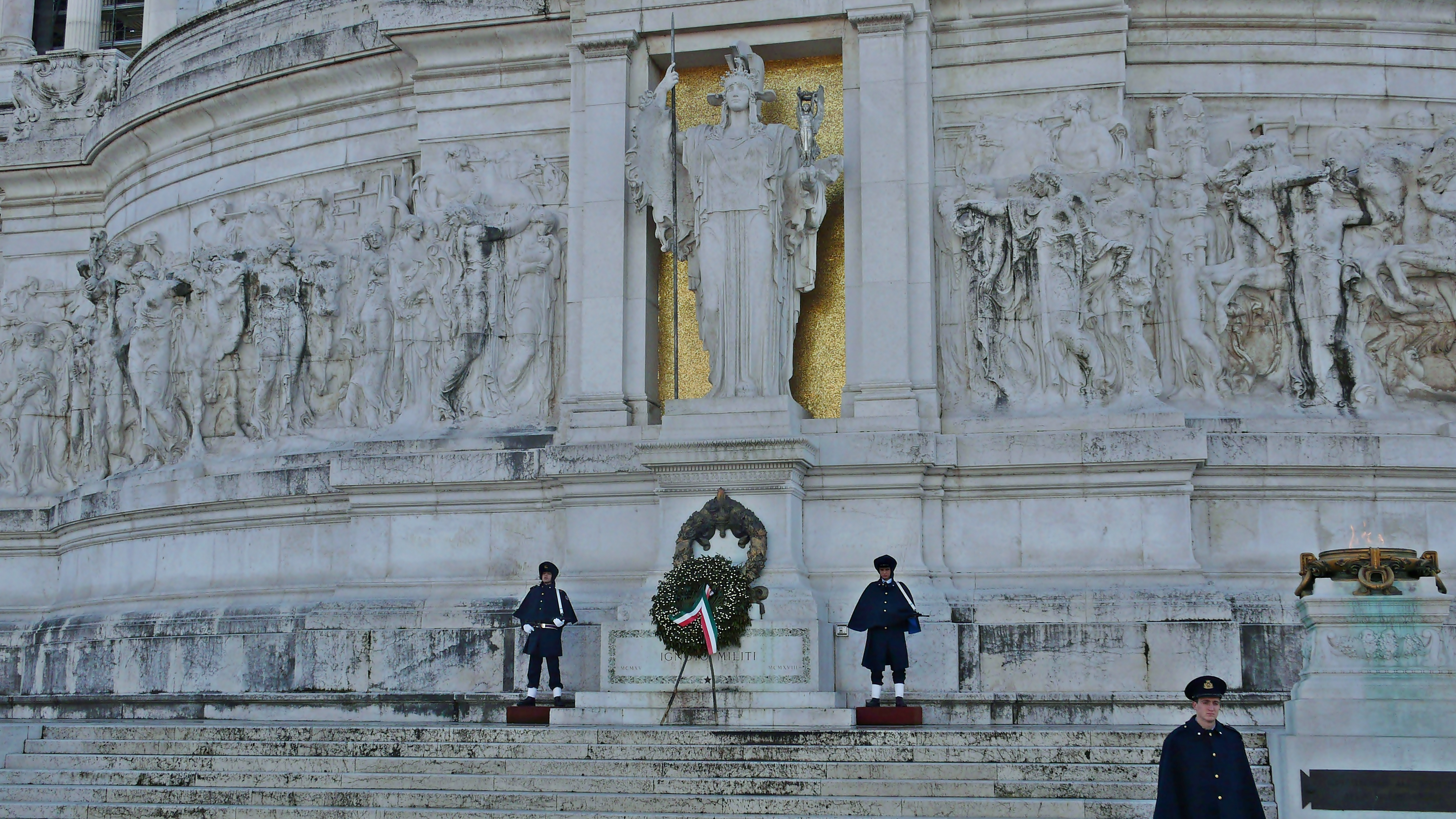
Rome, Vittoriano, autel de la Patrie, Tombe du Soldat inconnu

### Le choix de la dépouille
La dépouille est choisie par Maria Bergamas, la mère d’un soldat volontaire irrédent, Antonio Bergamas, dont le corps n’a pas été retrouvé. Le corps est choisi parmi 11 autres, le 26 octobre 1921, dans la Basilique d’Aquileia. Maria Bergamas s’avance entre les cercueils, mais ne parvient pas à aller au-delà des premiers. Elle s’effondre au sol, criant le nom de son fils devant un cercueil : c’est celui-ci qui est choisi. Les dix corps restés à l'Aquileia sont enterrés dans le cimetière militaire qui entoure le temple romain. 
Le voyage jusqu’à Rome se fait en train, en passant par Udine, Trévise, Venise, Padoue, Rovigo, Ferrare, Bologne, Pistoia, Prato, Florence, Arezzo, Chiusi et Orvieto, à vitesse modérée, de manière que près de chaque gare la population puisse honorer le Soldat inconnu.

### L'inhumation

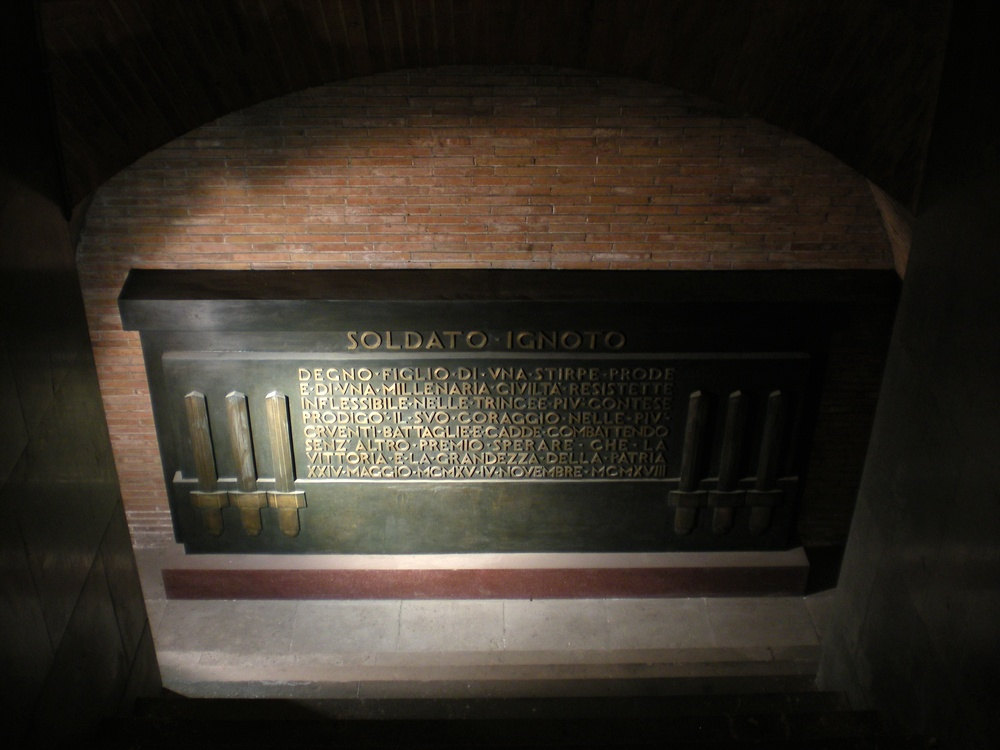
Rome, Vittoriano, Tombe du Soldat inconnu

Le corps est inhumé le 4 novembre 1921. Lors de la cérémonie finale à Rome, le roi Victor-Emmanuel III est présent, avec de très nombreux anciens combattants et veuves de guerre. Le corps est porté par des soldats, dont Ferruccio Stefenelli, dans la basilique Sainte Marie des Anges et des Martyrs (Basilica di Santa Maria degli Angeli e dei Martiri). L’épigraphe sur la tombe indique « Soldat inconnu » et les dates MCMXV (1915) et MCMXVIII (1918), début et fin de la participation italienne à la Première Guerre mondiale.

### Transfert de la dépouille au Vittoriano
Dans les années 1930, le corps du Soldat Inconnu est transporté dans le Vittoriano, le monument à Victor-Emmanuel II. Il est dénommé sacellum (sorte de tombeau de la Rome antique) du Soldat Inconnu ; c’est là qu’il se trouve aujourd’hui encore. Une partie de la crypte et du sépulcre est faite de pierres provenant des montagnes qui servirent de théâtre à la Première Guerre mondiale (entre autres le Grappa et le Carso).